# Different Drum (álbum)
Different Drum es un álbum recopilatorio de la cantante estadounidense Linda Ronstadt. Fue publicado en enero de 1974 a través del sello discográfico Capitol Records. La mitad de las pistas están extraídas del segundo y tercer álbum de The Stone Poneys, mientras que la otra mitad son de sus primeros tres álbumes en solitario.

## Recepción de la crítica
Un escritor no especificado de la revista Cash Box indicó que “[Different Drum]  es imprescindible para los fanáticos del pop, el country o simplemente Linda Ronstadt”. Un escritor no especificado de la revista Billboard describió Different Drum como “un excelente tributo a los primeros y más importantes trabajos de Linda para Capitol”, señalando que la música “tenía su propio sabor distintivo”.

## Lista de canciones
| Lado uno |                                                                            |                           |              |          |  |
| N.º      | Título                                                                     | Escritor(es)              | Productor    | Duración |  |
| 1.       | «Different Drum» (de Evergreen, Volume 2, 1967)                            | Mike Nesmith              | Nick Venet   | 2:45     |  |
| 2.       | «Rock Me on the Water» (de Linda Ronstadt, 1972)                           | Jackson Browne            | John Boylan  | 3:37     |  |
| 3.       | «I'll Be Your Baby Tonight» (de Hand Sown ... Home Grown, 1969)            | Bob Dylan                 | Chip Douglas | 3:43     |  |
| 4.       | «Hobo» (de Linda Ronstadt, Stone Poneys and Friends, Vol. III, 1968)       | Tim Buckley Larry Beckett | Nick Venet   | 3:00     |  |
| 5.       | «Stoney End» (de Linda Ronstadt, Stone Poneys and Friends, Vol. III, 1968) | Laura Nyro                | Nick Venet   | 3:35     |  |

| Lado dos |                                                                                                   |                                              |              |          |  |
| N.º      | Título                                                                                            | Escritor(es)                                 | Productor    | Duración |  |
| 1.       | «Long, Long Time» (de Silk Purse, 1970)                                                           | Gary White                                   | Elliot Mazer | 4:21     |  |
| 2.       | «Up to My Neck in High Muddy Water» (de Linda Ronstadt, Stone Poneys and Friends, Vol. III, 1968) | Kathleen Wakefield John Herald Robert Yellin | Nick Venet   | 2:35     |  |
| 3.       | «Some of Shelly's Blues» (de Linda Ronstadt, Stone Poneys and Friends, Vol. III, 1968)            | Nesmith                                      | Nick Venet   | 3:00     |  |
| 4.       | «In My Reply» (de Linda Ronstadt, 1972)                                                           | Livingston Taylor                            | John Boylan  | 3:28     |  |
| 5.       | «Will You Love Me Tomorrow» (de Silk Purse, 1970)                                                 | Gerry Goffin Carole King                     | Elliot Mazer | 2:24     |  |

## Posicionamiento
| Gráfica (1974)                            | Pico de posición |
| ----------------------------------------- | ---------------- |
| Estados Unidos (Billboard Top LPs & Tape) | 92               |
| Estados Unidos (Cash Box Top 100 Albums)  | 91               |
| Estados Unidos (Record World Album Chart) | 60               |